# Scienze strategiche
Le Scienze strategiche sono quell'insieme di discipline accademiche delle scienze militari, che studiano le politiche della difesa, della sicurezza e le strategie militari nel suo complesso.

## Descrizione
Nell'ordinamento attuale dell'Università italiana, tra le Classi dei corsi di studio vi è la "Classe delle lauree in Scienze della difesa e della sicurezza".
Si tratta di una formazione in ambito giuridico, per lo studio dei processi, delle istituzioni e del comportamento militare, all'interno di un sistema di conoscenze integrato, sotto il profilo socio-politico e criminologico, anche per la comprensione e repressione dei fenomeni criminali.
Anche la Scuola d'applicazione dell'Esercito italiano rilascia lauree di primo livello e specialistiche in Scienze Strategiche, in diverse specializzazioni.

## Aree disciplinari
Data la loro  natura interdisciplinare, vengono prese in esame le seguenti materie:
- Diritto costituzionale italiano e comparato
- Istituzioni di diritto privato europeo
- Storia contemporanea
- Economia aziendale
- Scienza politica
- Relazioni internazionali
- Informatica di base
- Fisica sperimentale
- Geopolitica
- Lingua inglese
- Diritto amministrativo della difesa e della sicurezza
- Diritto internazionale
- Scienze criminologiche
- Etica militare
- Politiche della sicurezza
- Psicologia generale
- Diritto penale militare
- Diritto del mare e aerospaziale
- Diritto e tecnica delle investigazioni
- Strategia militare
- Cartografia e topografia